# Dunnellon
Dunnellon ist eine Stadt im Marion County im US-Bundesstaat Florida. Das U.S. Census Bureau hat bei der Volkszählung 2020 eine Einwohnerzahl von 1.928 ermittelt.

## Geographie
Dunnellon liegt rund 30 km südwestlich von Ocala. Orlando liegt 120 km, Tampa 150 km und Jacksonville 160 km entfernt. In Dunnellon mündet der Rainbow River in den Withlacoochee River. Der Rainbow River entspringt wenige Kilometer nördlich im Rainbow Springs State Park.

## Geschichte
1887 wurde durch die Savannah, Florida and Western Railroad eine Bahnstrecke von Ocala nach Dunnellon eröffnet. 1888 folgte eine Verlängerung nach Homosassa sowie 1891 ein weiterer Abzweig nach Inverness. 1914 erbaute die Atlantic Coast Line Railroad eine Bahnstrecke von Dunnellon nach Wilcox.

## Demographische Daten
Laut der Volkszählung 2010 verteilten sich die damaligen 1733 Einwohner auf 1313 Haushalte. Die Bevölkerungsdichte lag bei 94,7 Einw./km². 88,1 % der Bevölkerung bezeichneten sich als Weiße, 9,2 % als Afroamerikaner, 0,1 % als Indianer und 0,7 % als Asian Americans. 0,9 % gaben die Angehörigkeit zu einer anderen Ethnie und 1,0 % zu mehreren Ethnien an. 5,0 % der Bevölkerung bestand aus Hispanics oder Latinos.
Im Jahr 2010 lebten in 18,3 % aller Haushalte Kinder unter 18 Jahren sowie 51,9 % aller Haushalte Personen mit mindestens 65 Jahren. 53,5 % der Haushalte waren Familienhaushalte (bestehend aus verheirateten Paaren mit oder ohne Nachkommen bzw. einem Elternteil mit Nachkomme). Die durchschnittliche Größe eines Haushalts lag bei 1,97 Personen und die durchschnittliche Familiengröße bei 2,64 Personen.
18,2 % der Bevölkerung waren jünger als 20 Jahre, 13,9 % waren 20 bis 39 Jahre alt, 24,6 % waren 40 bis 59 Jahre alt und 43,2 % waren mindestens 60 Jahre alt. Das mittlere Alter betrug 55 Jahre. 46,0 % der Bevölkerung waren männlich und 54,0 % weiblich.
Das durchschnittliche Jahreseinkommen lag bei 21.955 $, dabei lebten 29,9 % der Bevölkerung unter der Armutsgrenze.
Im Jahr 2000 war Englisch die Muttersprache von 98,87 % der Bevölkerung und deutsch sprachen 1,13 %.

## Sehenswürdigkeiten
Am 8. Dezember 1988 wurde der Dunnellon Boomtown Historic District in das National Register of Historic Places eingetragen.

## Verkehr
Dunnellon wird vom U.S. Highway 41 durchquert. Der nächste Flughafen ist der Ocala International Airport (rund 30 km nordöstlich).

## Kriminalität
Die Kriminalitätsrate lag im Jahr 2010 mit 166 Punkten (US-Durchschnitt: 266 Punkte) im niedrigen Bereich. Es gab einen Raubüberfall, fünf Körperverletzungen, 20 Einbrüche und einen Diebstahl.